# Douzième district congressionnel du New Jersey
Le 12e district congressionnel du New Jersey est représenté par la Démocrate Bonnie Watson Coleman, qui siège au Congrès depuis 2015. Le district est connu pour ses centres de recherche et ses établissements d'enseignement tels que l'Université de Princeton, l'Université Rider, le College of New Jersey, l'Institute for Advanced Study, Johnson & Johnson et Bristol-Myers Squibb. Le district est principalement de caractère suburbain, couvrant des parties des comtés de Mercer, Somerset, Union et Middlesex, bien que le district contienne la capitale de l'État de Trenton ainsi que la plus petite ville de Plainfield.

## Histoire
Le 12e district du Congrès (avec le 11e district) a été créé à partir du 63e Congrès des États-Unis en 1913, sur la base d'un redécoupage à la suite du recensement des États-Unis de 1910. Historiquement, le 12e et ses prédécesseurs étaient un swing district. Cependant, le redécoupage consécutif au recensement américain de 2000 a donné au district une teinte un peu plus bleue que son prédécesseur. Elle a absorbé la majeure partie de Trenton, ainsi qu'un certain nombre d'autres municipalités. Depuis lors, le 12e est devenu un district à tendance Démocrate, tel que mesuré par le CPVI.
Le redécoupage a rendu le Démocrate Rush D. Holt Jr. considérablement plus sûr pour son deuxième mandat ; il avait battu de peu le Républicain Michael Pappas en première année en 1998, et n'avait conservé son siège que contre Dick Zimmer qui représentait le district de 1991 à 1997, par 651 voix en 2000. En 2002, malgré un défi coûteux de l'ancien secrétaire d'État du New Jersey Buster Soaries, Holt a été réélu avec 61 % des voix.
Le district est devenu encore plus démocrate après le redécoupage à la suite du recensement de 2010, car il a perdu sa part du Comté de Hunterdon et du Comté de Monmouth à tendance républicaine, tout en étant poussé plus loin dans le comté fortement Démocrate de Middlesex et en gagnant également la ville de Plainfield, à majorité démocrate, du Comté d'Union, comme la partie de Trenton qu'elle n'avait pas absorbée lors du redécoupage précédent. Holt a pris sa retraite en 2014 et a été remplacée par la chef de la majorité à l'Assemblée de l'État, Bonnie Watson Coleman, faisant d'elle la première femme afro-américaine élue au Congrès du New Jersey.

## Géographie
Pour le 118e Congrès et les successifs (basés sur le redécoupage à la suite du recensement de 2020), le district contient tout ou partie de quatre comtés et 32 municipalités.

### Comté de Mercer(7)
Ewing Township, Hopewell, Hopewell Township, Pennington, Princeton, Trenton, West Windsor

### Comté de Middlesex(14)
Cranbury, Dunellen, East Brunswick, Helmetta, Jamesburg, Middlesex, Milltown, Monroe Township, North Brunswick, Old Bridge Township (en partie, également dans le 6e), Plainsboro Township, South Brunswick, South River, Spotswood

### Comté de Somerset(10)
Bound Brook, Bridgewater (en partie, également le 7e), Hillsborough (en partie, également le 7e), Franklin Township, Manville, Millstone, Montgomery, North Plainfield, Rocky Hill, South Bound Brook

### Comté d'Union(1)
Plainfield

## Historique de vote
| Années | Poste      | Résultats               |
| ------ | ---------- | ----------------------- |
| 2000   | Président  | Gore 56,0 % - 40,0 %    |
| 2004   | Président  | Kerry 54,0 % - 46,0 %   |
| 2008   | Président  | Obama 58,0 % - 41,0 %   |
| 2012   | Président  | Obama 66,5 % - 32,0 %   |
| 2016   | Président  | Clinton 65,0 % - 32,0 % |
| 2017   | Gouverneur | Murphy 62,9 % - 35,2 %  |
| 2020   | Président  | Biden 67,0 % - 31,0 %   |
| 2020   | Sénat      | Booker 66,3 % - 31,9 %  |
| 2021   | Gouverneur | Murphy 62,3 % - 36,8 %  |

## Liste des Représentants du district
| Membre                          | Parti       | Années                          | Congrès     | Histoire électorale | Zone géographique |
| ------------------------------- | ----------- | ------------------------------- | ----------- | --- | --- |
| District établit le 4 mars 1913 |             |                                 |             | | |
| James A. Hamill (en)            | Démocrate   | 4 mars 1913 - 3 mars 1921       | 63e 66e     | Redécoupage depuis le 10e district et réélu en 1912. Réélu en 1914. Réélu en 1916. Réélu en 1918. Retrait.                                                                                                   | 1913–1933 Parties de Jersey City |
| Charles F.X. O'Brien (en)       | Démocrate   | 4 mars 1921 - 3 mars 1925       | 67e , 68e   | Élu en 1920. Réélu en 1922. Retrait pour devenir Registraire des Archives du Comté d'Hudson. | 1913–1933 Parties de Jersey City |
| Mary Teresa Norton              | Démocrate   | 4 mars 1925 - 3 mars 1933       | 69e - 72e   | Élue en 1924. Réélue en 1926. Réélue en 1928. Réélue en 1930. Redécoupage vers le 13e district. | 1913–1933 Parties de Jersey City |
| Frederick R. Lehlbach (en)      | Républicain | 4 mars 1933 - 3 juin 1937       | 73e , 74e   | Redécoupage depuis le 10e district et réélu en 1932. Réélu en 1934. Perd sa réélection. | 1933–1967 Parties d'Essex |
| Frank William Towey Jr. (en)    | Démocrate   | 3 janvier 1937 - 3 janvier 1939 | 75e         | Élu en 1936. Perd sa réélection. | 1933–1967 Parties d'Essex |
| Robert Kean (en)                | Républicain | 3 janvier 1939 - 3 janvier 1959 | 76e - 85e   | Élu en 1938. Réélu en 1940. Réélu en 1942. Réélu en 1944. Réélu en 1946. Réélu en 1948. Réélu en 1950. Réélu en 1952. Réélu en 1954. Réélu en 1956. Retrait pour se présenter comme Sénateur des États-Unis. | 1933–1967 Parties d'Essex |
| George M. Wallhauser (en)       | Républicain | 3 janvier 1959 - 3 janvier 1965 | 86e - 88e   | Élu en 1958. Réélu en 1960. Réélu en 1962. Retrait. | 1933–1967 Parties d'Essex |
| Paul J. Krebs (en)              | Démocrate   | 3 janvier 1965 - 3 janvier 1967 | 89e         | Élu en 1964. Retrait. | 1933–1967 Parties d'Essex |
| Florence P. Dwyer               | Républicain | 3 janvier 1967 - 3 janvier 1973 | 90e - 92e   | Redécoupage depuis le 6e district et réélue en 1966. Réélue en 1968. Réélue en 1970. Retrait. | 1967–1973 Parties d'Essex et Union |
| Matthew John Rinaldo (en)       | Républicain | 3 janvier 1973 - 3 janvier 1983 | 93e - 97e   | Élu en 1972. Réélu en 1974. Réélu en 1976. Réélu en 1978. Réélu en 1980. Redécoupage vers le 7e district. | 1973–1983 Parties d'Union |
| Jim Courter (en)                | Républicain | 3 janvier 1983 - 3 janvier 1991 | 98e - 101e  | Redécoupage depuis le 13e district et réélu en 1982. Réélu en 1984. Réélu en 1986. Réélu en 1988. Retrait.                                                                                                   | 1983–1985 Parties d'Hunterdon, Morris, Somerset, Sussex, Union et Warren |
| Jim Courter (en)                | Républicain | 3 janvier 1983 - 3 janvier 1991 | 98e - 101e  | Redécoupage depuis le 13e district et réélu en 1982. Réélu en 1984. Réélu en 1986. Réélu en 1988. Retrait.                                                                                                   | 1985–1993 Hunterdon et partie de Mercer (Princeton et West Windsor), Middlesex, Morris, Somerset, Sussex et Warren |
| Dick Zimmer                     | Républicain | 3 janvier 1991 - 3 janvier 1997 | 102e - 104e | Élu en 1990. Réélu en 1992. Réélu en 1994. Retrait pour se présenter comme Sénateur des États-Unis. | |
| Dick Zimmer                     | Républicain | 3 janvier 1991 - 3 janvier 1997 | 102e - 104e | Élu en 1990. Réélu en 1992. Réélu en 1994. Retrait pour se présenter comme Sénateur des États-Unis. | 1993–2003 Parties d'Hunterdon, Mercer, Middlesex, Monmouth et Somerset |
| Michael James Pappas (en)       | Républicain | 3 janvier 1997 - 3 janvier 1999 | 105e        | Élu en 1996. Perd sa réélection. | |
| Rush D. Holt Jr.                | Démocrate   | 3 janvier 1999 - 3 janvier 2015 | 106e - 113e | Élu en 1998. Réélu en 2000. Réélu en 2002. Réélu en 2004. Réélu en 2006. Réélu en 2008. Réélu en 2010. Réélu en 2012. Retrait.                                                                               | |
| Rush D. Holt Jr.                | Démocrate   | 3 janvier 1999 - 3 janvier 2015 | 106e - 113e | Élu en 1998. Réélu en 2000. Réélu en 2002. Réélu en 2004. Réélu en 2006. Réélu en 2008. Réélu en 2010. Réélu en 2012. Retrait.                                                                               | 2003–2013 Parties d'Hunterdon, Mercer, Middlesex, Monmouth et Somerset |
| Rush D. Holt Jr.                | Démocrate   | 3 janvier 1999 - 3 janvier 2015 | 106e - 113e | Élu en 1998. Réélu en 2000. Réélu en 2002. Réélu en 2004. Réélu en 2006. Réélu en 2008. Réélu en 2010. Réélu en 2012. Retrait.                                                                               | 2013–2023 Mercer (à l'exception de Hamilton et Robbinsville), Middlesex (Cranbury, Dunellen, East Brunswick, Helmetta, Jamesburg, Middlesex, Milltown, Monroe, North Brunswick, Plainsboro, South Brunswick, South River et Spotswood), Somerset (Bound Brook, Franklin Township, Manville et South Bound Brook) et Union (Fanwood, Plainfield et une partie de Scotch Plains) |
| Bonnie Watson Coleman           | Démocrate   | 3 janvier 2015 - Présent        | 114e - 118e | Élue en 2014. Réélue en 2016. Réélue en 2018. Réélue en 2020. Réélue en 2022. | |
| Bonnie Watson Coleman           | Démocrate   | 3 janvier 2015 - Présent        | 114e - 118e | Élue en 2014. Réélue en 2016. Réélue en 2018. Réélue en 2020. Réélue en 2022. | 2023–Présent: Parties de Mercer, Middlesex, Somerset et Union (Plainfield) |

## Résultats des récentes élections
Voici les résultats des dix précédents cycles électoraux.

### 2004
| Élection de 2004 du 12e district congressionnel du New Jersey | Élection de 2004 du 12e district congressionnel du New Jersey | Élection de 2004 du 12e district congressionnel du New Jersey | Élection de 2004 du 12e district congressionnel du New Jersey | Élection de 2004 du 12e district congressionnel du New Jersey |
| ------------------------------------------------------------- | ------------------------------------------------------------- | ------------------------------------------------------------- | ------------------------------------------------------------- | ------------------------------------------------------------- |
| Parti                                                         | Parti                                                         | Candidat                                                      | Votes                                                         | %                                                             |
|                                                               | Démocrate                                                     | Rush D. Holt Jr. (sortant)                                    | 171 691                                                       | 59,2                                                          |
|                                                               | Républicain                                                   | Bill Spadea                                                   | 115 014                                                       | 39,7                                                          |
|                                                               | Indépendant                                                   | Ken Chazotte                                                  | 1562                                                          | 0,5                                                           |
|                                                               | Indépendant                                                   | Daryl M. Brooks                                               | 1518                                                          | 0,5                                                           |
| Total des votes                                               | Total des votes                                               | Total des votes                                               | 289 785                                                       | 100%                                                          |
|                                                               | Les Démocrates conservent                                     |                                                               |                                                               |                                                               |

### 2006
| Élection de 2006 du 12e district congressionnel du New Jersey | Élection de 2006 du 12e district congressionnel du New Jersey | Élection de 2006 du 12e district congressionnel du New Jersey | Élection de 2006 du 12e district congressionnel du New Jersey | Élection de 2006 du 12e district congressionnel du New Jersey |
| ------------------------------------------------------------- | ------------------------------------------------------------- | ------------------------------------------------------------- | ------------------------------------------------------------- | ------------------------------------------------------------- |
| Parti                                                         | Parti                                                         | Candidat                                                      | Votes                                                         | %                                                             |
|                                                               | Démocrate                                                     | Rush D. Holt Jr. (sortant)                                    | 125 468                                                       | 65,7                                                          |
|                                                               | Républicain                                                   | Joseph S. Sinagra                                             | 65 509                                                        | 34,3                                                          |
|                                                               | Indépendant                                                   | Carl J. Mayer                                                 | 1871                                                          | 1,1                                                           |
| Total des votes                                               | Total des votes                                               | Total des votes                                               | 190 977                                                       | 100%                                                          |
|                                                               | Les Démocrates conservent                                     |                                                               |                                                               |                                                               |

### 2008
| Élection de 2008 du 12e district congressionnel du New Jersey | Élection de 2008 du 12e district congressionnel du New Jersey | Élection de 2008 du 12e district congressionnel du New Jersey | Élection de 2008 du 12e district congressionnel du New Jersey | Élection de 2008 du 12e district congressionnel du New Jersey |
| ------------------------------------------------------------- | ------------------------------------------------------------- | ------------------------------------------------------------- | ------------------------------------------------------------- | ------------------------------------------------------------- |
| Parti                                                         | Parti                                                         | Candidat                                                      | Votes                                                         | %                                                             |
|                                                               | Démocrate                                                     | Rush D. Holt Jr. (sortant)                                    | 193 732                                                       | 63,1                                                          |
|                                                               | Républicain                                                   | Alan R. Bateman                                               | 108 400                                                       | 35,3                                                          |
|                                                               | Indépendant                                                   | David Corsi                                                   | 4802                                                          | 1,6                                                           |
| Total des votes                                               | Total des votes                                               | Total des votes                                               | 306 934                                                       | 100%                                                          |
|                                                               | Les Démocrates conservent                                     |                                                               |                                                               |                                                               |

### 2010
| Élection de 2010 du 12e district congressionnel du New Jersey | Élection de 2010 du 12e district congressionnel du New Jersey | Élection de 2010 du 12e district congressionnel du New Jersey | Élection de 2010 du 12e district congressionnel du New Jersey | Élection de 2010 du 12e district congressionnel du New Jersey |
| ------------------------------------------------------------- | ------------------------------------------------------------- | ------------------------------------------------------------- | ------------------------------------------------------------- | ------------------------------------------------------------- |
| Parti                                                         | Parti                                                         | Candidat                                                      | Votes                                                         | %                                                             |
|                                                               | Démocrate                                                     | Rush D. Holt Jr. (sortant)                                    | 108 214                                                       | 53,0                                                          |
|                                                               | Républicain                                                   | Scott Sipprelle                                               | 93 634                                                        | 45,9                                                          |
|                                                               | Indépendant                                                   | Kenneth J. Cody                                               | 2154                                                          | 1,1                                                           |
| Total des votes                                               | Total des votes                                               | Total des votes                                               | 204 002                                                       | 100%                                                          |
|                                                               | Les Démocrates conservent                                     |                                                               |                                                               |                                                               |

### 2012
| Élection de 2012 du 12e district congressionnel du New Jersey | Élection de 2012 du 12e district congressionnel du New Jersey | Élection de 2012 du 12e district congressionnel du New Jersey | Élection de 2012 du 12e district congressionnel du New Jersey | Élection de 2012 du 12e district congressionnel du New Jersey |
| ------------------------------------------------------------- | ------------------------------------------------------------- | ------------------------------------------------------------- | ------------------------------------------------------------- | ------------------------------------------------------------- |
| Parti                                                         | Parti                                                         | Candidat                                                      | Votes                                                         | %                                                             |
|                                                               | Démocrate                                                     | Rush D. Holt Jr. (sortant)                                    | 189 938                                                       | 69,2                                                          |
|                                                               | Républicain                                                   | Erick Beck                                                    | 80 907                                                        | 29,5                                                          |
|                                                               | Indépendant                                                   | Jack Freudenheim                                              | 2261                                                          | 0,8                                                           |
|                                                               | Indépendant                                                   | Kenneth J. Cody                                               | 1285                                                          | 0,5                                                           |
| Total des votes                                               | Total des votes                                               | Total des votes                                               | 274 391                                                       | 100%                                                          |
|                                                               | Les Démocrates conservent                                     |                                                               |                                                               |                                                               |

### 2014
| Élection de 2014 du 12e district congressionnel du New Jersey | Élection de 2014 du 12e district congressionnel du New Jersey | Élection de 2014 du 12e district congressionnel du New Jersey | Élection de 2014 du 12e district congressionnel du New Jersey | Élection de 2014 du 12e district congressionnel du New Jersey |
| ------------------------------------------------------------- | ------------------------------------------------------------- | ------------------------------------------------------------- | ------------------------------------------------------------- | ------------------------------------------------------------- |
| Parti                                                         | Parti                                                         | Candidat                                                      | Votes                                                         | %                                                             |
|                                                               | Démocrate                                                     | Bonnie Watson Coleman                                         | 90 430                                                        | 60,9                                                          |
|                                                               | Républicain                                                   | Alieta Eck                                                    | 54 168                                                        | 36,5                                                          |
|                                                               | Indépendant                                                   | Don Dezarn                                                    | 1330                                                          | 0,9                                                           |
|                                                               | Vert                                                          | Steven Welzer                                                 | 890                                                           | 0,6                                                           |
|                                                               | Indépendant                                                   | Kenneth J. Cody                                               | 567                                                           | 0,4                                                           |
|                                                               | Indépendant                                                   | Jack Freudenheim                                              | 531                                                           | 0,4                                                           |
|                                                               | Indépendant                                                   | Allen J. Cannon                                               | 450                                                           | 0,3                                                           |
| Total des votes                                               | Total des votes                                               | Total des votes                                               | 148 366                                                       | 100%                                                          |
|                                                               | Les Démocrates conservent                                     |                                                               |                                                               |                                                               |

### 2016
| Élection de 2016 du 12e district congressionnel du New Jersey | Élection de 2016 du 12e district congressionnel du New Jersey | Élection de 2016 du 12e district congressionnel du New Jersey | Élection de 2016 du 12e district congressionnel du New Jersey | Élection de 2016 du 12e district congressionnel du New Jersey |
| ------------------------------------------------------------- | ------------------------------------------------------------- | ------------------------------------------------------------- | ------------------------------------------------------------- | ------------------------------------------------------------- |
| Parti                                                         | Parti                                                         | Candidat                                                      | Votes                                                         | %                                                             |
|                                                               | Démocrate                                                     | Bonnie Watson Coleman (sortante)                              | 181 430                                                       | 62,9                                                          |
|                                                               | Républicain                                                   | Steven J. Uccio                                               | 92 407                                                        | 32,0                                                          |
|                                                               | Indépendant                                                   | R. Edward Forchion                                            | 6094                                                          | 2,1                                                           |
|                                                               | Indépendant                                                   | Robert Shapiro                                                | 2775                                                          | 1,0                                                           |
|                                                               | Libertarien                                                   | Thomas Fitzpatrick                                            | 2482                                                          | 0,9                                                           |
|                                                               | Vert                                                          | Steven Welzer                                                 | 2135                                                          | 0,7                                                           |
|                                                               | Indépendant                                                   | Michael R. Bollentin                                          | 1311                                                          | 0,4                                                           |
| Total des votes                                               | Total des votes                                               | Total des votes                                               | 288 634                                                       | 100%                                                          |
|                                                               | Les Démocrates conservent                                     |                                                               |                                                               |                                                               |

### 2018
| Élection de 2018 du 12e district congressionnel du New Jersey | Élection de 2018 du 12e district congressionnel du New Jersey | Élection de 2018 du 12e district congressionnel du New Jersey | Élection de 2018 du 12e district congressionnel du New Jersey | Élection de 2018 du 12e district congressionnel du New Jersey |
| ------------------------------------------------------------- | ------------------------------------------------------------- | ------------------------------------------------------------- | ------------------------------------------------------------- | ------------------------------------------------------------- |
| Parti                                                         | Parti                                                         | Candidat                                                      | Votes                                                         | %                                                             |
|                                                               | Démocrate                                                     | Bonnie Watson Coleman (sortante)                              | 173 334                                                       | 68,7                                                          |
|                                                               | Républicain                                                   | Daryl Kipnis                                                  | 79 041                                                        | 31,3                                                          |
| Total des votes                                               | Total des votes                                               | Total des votes                                               | 252 375                                                       | 100%                                                          |
|                                                               | Les Démocrates conservent                                     |                                                               |                                                               |                                                               |

### 2020
| Élection de 2020 du 12e district congressionnel du New Jersey | Élection de 2020 du 12e district congressionnel du New Jersey | Élection de 2020 du 12e district congressionnel du New Jersey | Élection de 2020 du 12e district congressionnel du New Jersey | Élection de 2020 du 12e district congressionnel du New Jersey |
| ------------------------------------------------------------- | ------------------------------------------------------------- | ------------------------------------------------------------- | ------------------------------------------------------------- | ------------------------------------------------------------- |
| Parti                                                         | Parti                                                         | Candidat                                                      | Votes                                                         | %                                                             |
|                                                               | Démocrate                                                     | Bonnie Watson Coleman (sortante)                              | 230 883                                                       | 65,6                                                          |
|                                                               | Républicain                                                   | Mark Razzoli                                                  | 114 591                                                       | 32,6                                                          |
|                                                               | Indépendant                                                   | Ed Forchion                                                   | 4512                                                          | 1,3                                                           |
|                                                               | Indépendant                                                   | Ken Cody                                                      | 1739                                                          | 0,5                                                           |
| Total des votes                                               | Total des votes                                               | Total des votes                                               | 351 725                                                       | 100%                                                          |
|                                                               | Les Démocrates conservent                                     |                                                               |                                                               |                                                               |

### 2022
| Primaire Démocrate de 2022 du 12e district congressionnel du New Jersey | Primaire Démocrate de 2022 du 12e district congressionnel du New Jersey | Primaire Démocrate de 2022 du 12e district congressionnel du New Jersey | Primaire Démocrate de 2022 du 12e district congressionnel du New Jersey | Primaire Démocrate de 2022 du 12e district congressionnel du New Jersey |
| ----------------------------------------------------------------------- | ----------------------------------------------------------------------- | ----------------------------------------------------------------------- | ----------------------------------------------------------------------- | ----------------------------------------------------------------------- |
| Parti                                                                   | Parti                                                                   | Candidat                                                                | Votes                                                                   | %                                                                       |
|                                                                         | Démocrate                                                               | Bonnie Watson Coleman (sortante)                                        | 37 440                                                                  | 100%                                                                    |

| Primaire Républicaine de 2022 du 12e district congressionnel du New Jersey | Primaire Républicaine de 2022 du 12e district congressionnel du New Jersey | Primaire Républicaine de 2022 du 12e district congressionnel du New Jersey | Primaire Républicaine de 2022 du 12e district congressionnel du New Jersey | Primaire Républicaine de 2022 du 12e district congressionnel du New Jersey |
| -------------------------------------------------------------------------- | -------------------------------------------------------------------------- | -------------------------------------------------------------------------- | -------------------------------------------------------------------------- | -------------------------------------------------------------------------- |
| Parti                                                                      | Parti                                                                      | Candidat                                                                   | Votes                                                                      | %                                                                          |
|                                                                            | Républicain                                                                | Darius Mayfield                                                            | 13 514                                                                     | 100%                                                                       |

| Élection de 2022 du 12e district congressionnel du New Jersey | Élection de 2022 du 12e district congressionnel du New Jersey | Élection de 2022 du 12e district congressionnel du New Jersey | Élection de 2022 du 12e district congressionnel du New Jersey | Élection de 2022 du 12e district congressionnel du New Jersey |
| ------------------------------------------------------------- | ------------------------------------------------------------- | ------------------------------------------------------------- | ------------------------------------------------------------- | ------------------------------------------------------------- |
| Parti                                                         | Parti                                                         | Candidat                                                      | Votes                                                         | %                                                             |
|                                                               | Démocrate                                                     | Bonnie Watson Coleman (sortante)                              | 125 127                                                       | 63,1                                                          |
|                                                               | Républicain                                                   | Darius Mayfield                                               | 71 175                                                        | 35,9                                                          |
|                                                               | Libertarien                                                   | C. Lynn Genrich                                               | 1925                                                          | 1,0                                                           |
| Total des votes                                               | Total des votes                                               | Total des votes                                               | 198 227                                                       | 100%                                                          |
|                                                               | Les Démocrates conservent                                     |                                                               |                                                               |                                                               |

### 2024
| Primaire Démocrate de 2024 du 12e district congressionnel du New Jersey | Primaire Démocrate de 2024 du 12e district congressionnel du New Jersey | Primaire Démocrate de 2024 du 12e district congressionnel du New Jersey | Primaire Démocrate de 2024 du 12e district congressionnel du New Jersey | Primaire Démocrate de 2024 du 12e district congressionnel du New Jersey |
| ----------------------------------------------------------------------- | ----------------------------------------------------------------------- | ----------------------------------------------------------------------- | ----------------------------------------------------------------------- | ----------------------------------------------------------------------- |
| Parti                                                                   | Parti                                                                   | Candidat                                                                | Votes                                                                   | %                                                                       |
|                                                                         | Démocrate                                                               | Bonnie Watson Coleman (sortante)                                        | 43 510                                                                  | 86,8                                                                    |
|                                                                         | Démocrate                                                               | Daniel J. Dart                                                          | 6623                                                                    | 13,2                                                                    |

| Primaire Républicaine de 2024 du 12e district congressionnel du New Jersey | Primaire Républicaine de 2024 du 12e district congressionnel du New Jersey | Primaire Républicaine de 2024 du 12e district congressionnel du New Jersey | Primaire Républicaine de 2024 du 12e district congressionnel du New Jersey | Primaire Républicaine de 2024 du 12e district congressionnel du New Jersey |
| -------------------------------------------------------------------------- | -------------------------------------------------------------------------- | -------------------------------------------------------------------------- | -------------------------------------------------------------------------- | -------------------------------------------------------------------------- |
| Parti                                                                      | Parti                                                                      | Candidat                                                                   | Votes                                                                      | %                                                                          |
|                                                                            | Républicain                                                                | Darius Mayfield                                                            | 14 753                                                                     | 84,4                                                                       |
|                                                                            | Républicain                                                                | Thomas Jones Jr.                                                           | 2732                                                                       | 15,6                                                                       |

| Élection de 2024 du 12e district congressionnel du New Jersey | Élection de 2024 du 12e district congressionnel du New Jersey | Élection de 2024 du 12e district congressionnel du New Jersey | Élection de 2024 du 12e district congressionnel du New Jersey | Élection de 2024 du 12e district congressionnel du New Jersey |
| ------------------------------------------------------------- | ------------------------------------------------------------- | ------------------------------------------------------------- | ------------------------------------------------------------- | ------------------------------------------------------------- |
| Parti                                                         | Parti                                                         | Candidat                                                      | Votes                                                         | %                                                             |
|                                                               | Démocrate                                                     | Bonnie Watson Coleman (sortante)                              | TBD                                                           | TBD                                                           |
|                                                               | Républicain                                                   | Darius Mayfield                                               | TBD                                                           | TBD                                                           |
|                                                               | Vert                                                          | Kim Meudt                                                     | TBD                                                           | TBD                                                           |
|                                                               | Libertarien                                                   | Vic Kaplan                                                    | TBD                                                           | TBD                                                           |
| Total des votes                                               | Total des votes                                               | Total des votes                                               | TBD                                                           | 100%                                                          |
|                                                               |                                                               |                                                               |                                                               |                                                               |